# Hrabstwo Chaves
Hrabstwo Chaves (ang. Chaves County) – hrabstwo w stanie Nowy Meksyk w Stanach Zjednoczonych.

## Miasta
- Midway (CDP)
- Dexter
- Hagerman
- Lake Arthur
- Roswell